# Giacomo Rovellio
Giacomo Rovellio (... – Salò, febbraio 1610) è stato un vescovo cattolico italiano.

## Biografia
Il 20 maggio 1580 fu eletto vescovo titolare di Ebron e coadiutore di Feltre.
Il 9 aprile 1584 succedette alla medesima sede.
Tra il 1585 e il 1598 celebrò sette sinodi diocesani.
Nel 1593, applicando con convinzione i canoni tridentini, fondò a Feltre il primo seminario vescovile.
Nel febbraio 1596 conferì la consacrazione episcopale a Carlo Gaudenzio Madruzzo, vescovo titolare di Smirne e coadiutore di Trento. Il 14 settembre dello stesso anno consacrò la chiesa di San Pietro di Lamon.
Morto a Salò nel febbraio 1610, fu sepolto nella chiesa del Carmine.

## Genealogia episcopale e successione apostolica
La genealogia episcopale è:
- Arcivescovo Filippo Archinto
- Papa Pio IV
- Cardinale Giovanni Antonio Serbelloni
- Vescovo Giacomo Rovellio

La successione apostolica è:
- Cardinale Carlo Gaudenzio Madruzzo (1596)